# Eleutheronema rhadinum
Eleutheronema rhadinum és una espècie de peix pertanyent a la família dels polinèmids.

## Descripció
- Pot arribar a fer 73,9 cm de llargària màxima.
- 9 espines i 13-15 radis tous a l'aleta dorsal i 3 espines i 14-16 radis tous a l'anal.
- 4 filaments pectorals.
- Les membranes de les aletes són de color negre.[6][7]

## Hàbitat
És un peix d'aigua marina i salabrosa, pelàgic-nerític i de clima temperat (42°N-15°N, 105°E-142°E) que viu entre 5 i 8 m de fondària.

## Distribució geogràfica
Es troba al Pacífic nord-occidental: la Xina, el Japó i el Vietnam.

## Observacions
És inofensiu per als humans.